# Schoenocaulon megarrhizum
Schoenocaulon megarrhizum là một loài thực vật có hoa trong họ Melanthiaceae. Loài này được M.E.Jones miêu tả khoa học đầu tiên năm 1912.